# GYPSY WAYS
『GYPSY WAYS』（ジプシー・ウェイズ）は、1988年にANTHEMがリリースした4枚目のアルバムである。

## 内容
ボーカルが森川之雄に代わって初のアルバム。キーボーディストの三国義貴がゲスト参加。

## リリース変遷
前作同様LP、カセット、CDの3種のフォーマットで同時発売された。
1999年・2005年にリマスター盤、2010年にSHM-CD盤、2017年にBlu-spec CD盤がリリースされたが、どのリリース形態でもボーナス・トラックは収録されていない。

## 収録曲
全編曲：クリス・タンガリーディス・ANTHEM
1. GYPSY WAYS (WIN, LOSE OR DRAW)
作詞・作曲：柴田直人
2. LOVE IN VAIN
作詞・作曲：柴田直人
3. BAD HABITS DIE HARD
作詞：クリス・タンガリーデス
作曲：柴田直人
4. LEGAL KILLING
作詞：福田洋也、森川之雄
作曲：福田洋也
5. CRYIN' HEART
作詞・作曲：柴田直人
6. SILENT CHILD
作詞：柴田直人、森川之雄
作曲：柴田直人
7. MIDNIGHT SUN
作詞：柴田直人、クリス・タンガリーデス
作曲：柴田直人
8. SHOUT IT OUT!
作詞：柴田直人、森川之雄
作曲：柴田直人
9. FINAL RISK
作詞・作曲：福田洋也
10. NIGHT STALKER
作詞：森川之雄
作曲：福田洋也

## 参加メンバー
- 柴田直人：ベース、作詞、作曲
- 森川之雄：ボーカル、作詞
- 福田洋也：ギター、作詞、作曲
- 大内貴雅：ドラムス
- 三国義貴：シンセサイザー（ゲスト）